# Großsteingräber bei Olderup
Die Großsteingräber bei Olderup waren fünf mögliche megalithische Grabanlagen der jungsteinzeitlichen Nordgruppe der Trichterbecherkultur bei Olderup im Kreis Nordfriesland in Schleswig-Holstein. Sie tragen die Fundplatznummern Olderup LA 9, 15, 26, 28 und 32.

## Beschreibung

### Grab LA 9
Die Anlage besaß eine längliche Hügelschüttung. Zur Orientierung und den Maßen liegen keine Angaben vor. Mitte des 20. Jahrhunderts war der Hügel bereits überpflügt, aber es waren noch zahlreiche Steine, darunter auch einige größere Findlinge (Umfassungssteine?) vorhanden. An der Nordwestecke wurden zahlreiche Stücke verbrannten Feuersteins gefunden, die vom Bodenpflaster einer zerstörten Grabkammer stammten.

### Grab LA 15
Die Anlage besaß eine rundliche Hügelschüttung unbekannter Größe, die sich noch als helle Verfärbung im Gelände abzeichnete. Hier wurden zahlreiche Stücke verbrannten Feuersteins gefunden, die wahrscheinlich vom Bodenpflaster einer zerstörten megalithischen Grabkammer stammten.

### Grab LA 26
Von dieser Anlage waren Mitte des 20. Jahrhunderts zwei dicht nebeneinander liegende helle Verfärbungen zu erkennen, bei denen zahlreiche Stücke verbrannten Feuersteins gefunden wurden. Hermann Hinz vermutete, dass es sich hier um ein abgetragenes längliches Hünenbett mit zwei megalithischen Grabkammern handelte. Zur Orientierung und den Maßen der Anlage liegen keine Angaben vor.

### Grab LA 28
Die Anlage besaß eine Hügelschüttung unbekannter Form und Größe, die sich Mitte des 20. Jahrhunderts noch als gut erkennbare Erhöhung im Gelände abzeichnete. Hier wurden zahlreiche Stücke verbrannten Feuersteins gefunden, die wahrscheinlich vom Bodenpflaster einer zerstörten megalithischen Grabkammer stammten.

### Grab LA 32
Die Anlage besaß eine runde Hügelschüttung mit einem Durchmesser von 10 m, die sich Mitte des 20. Jahrhunderts noch als deutlich abgesetzte helle Verfärbung und sehr schwache Erhöhung im Gelände abzeichnete. Hier wurden zahlreiche Stücke verbrannten Feuersteins gefunden, die wahrscheinlich vom Bodenpflaster einer zerstörten megalithischen Grabkammer stammten.